# Epistulae ad familiares
Epistulae ad familiares (en català: Cartes als familiars) és el nom donat pels editors renaixentistes al recull de cartes remeses i rebudes per Ciceró entre els anys 62 i 43 aC, i publicades pel seu secretari i llibert Tiró després de la seva mort. La data de publicació més acceptada és l'any 32 aC. Cal destacar que «familiares» no fa referència a la família de l'orador, sinó a aquells que rebien «familiaritat» en el tracte.
Aquesta compilació d'epístoles aplega 435 del total de 869 que ens han arribat (la resta són als reculls Epistulae ad Atticum, Epistulae ad Brutum i Epistulae ad Quintum fratrem).

## Context
Les cartes van començar a ser escrites tot just després del consulat de Ciceró (63 aC), moment en què l'orador havia de fer front als atacs de Cecili Metel Nepot, qui havia començat una campanya en contra seva i del Senat. Hi ha un salt a l'epistolari des d'aquest any al 58 aC, quan, a causa de la repressió del cop d'estat de Catilina per part de Ciceró (63 aC) i de la nova llei rogatio de capite civis Romani establerta per Clodi, Ciceró va haver d'exiliar-se de Roma. Tanmateix, poc més d'un any després, gràcies a certs personatges com el seu antic adversari Nepot, va poder tornar-hi. Dels anys posteriors s'hi destaquen el fet que Ptolemeu XII va acudir a Roma perquè es reconegués el seu regnat a Egipte, la sobirania del qual havia estat atorgada a Roma pel seu predecessor; la complexa situació política de l'any 53 aC a Roma, en què no es nomenen els cònsols (Valeri Messal·la i Domici Calvi Màxim) fins al juliol; el nomenament com a cònsol únic de Pompeu l'any 52 aC, després de l'assassinat de Clodi; el proconsulat de Ciceró a Cilícia durant el 51 i 50 aC; aquest darrer any, el casament de Túl·lia, la filla de l'orador, amb Dolabel·la; la conspiració contra Ariobàrzanes III, rei de Capadòcia; la segona guerra civil, durant la qual Ciceró va fer una breu estada a Grècia; la mort de Túl·lia a principis del 45 aC, l'arribada triomfal de Juli Cèsar des d'Hispània aquell mateix any; l'assassinat de Cèsar l'any 44 aC; la consegüent nomena de Dolabel·la com a cònsol; l'enfrontament entre Ciceró i Marc Antoni (44-43 aC); i l'ascens d'Octavià, que al 43 aC formaria un triumvirat amb Marc Antoni i Lèpid. Les últimes cartes són de l'any 43 aC, el mateix any de la mort de Ciceró i la seva família a mans dels homes de Marc Antoni.

## Estructura

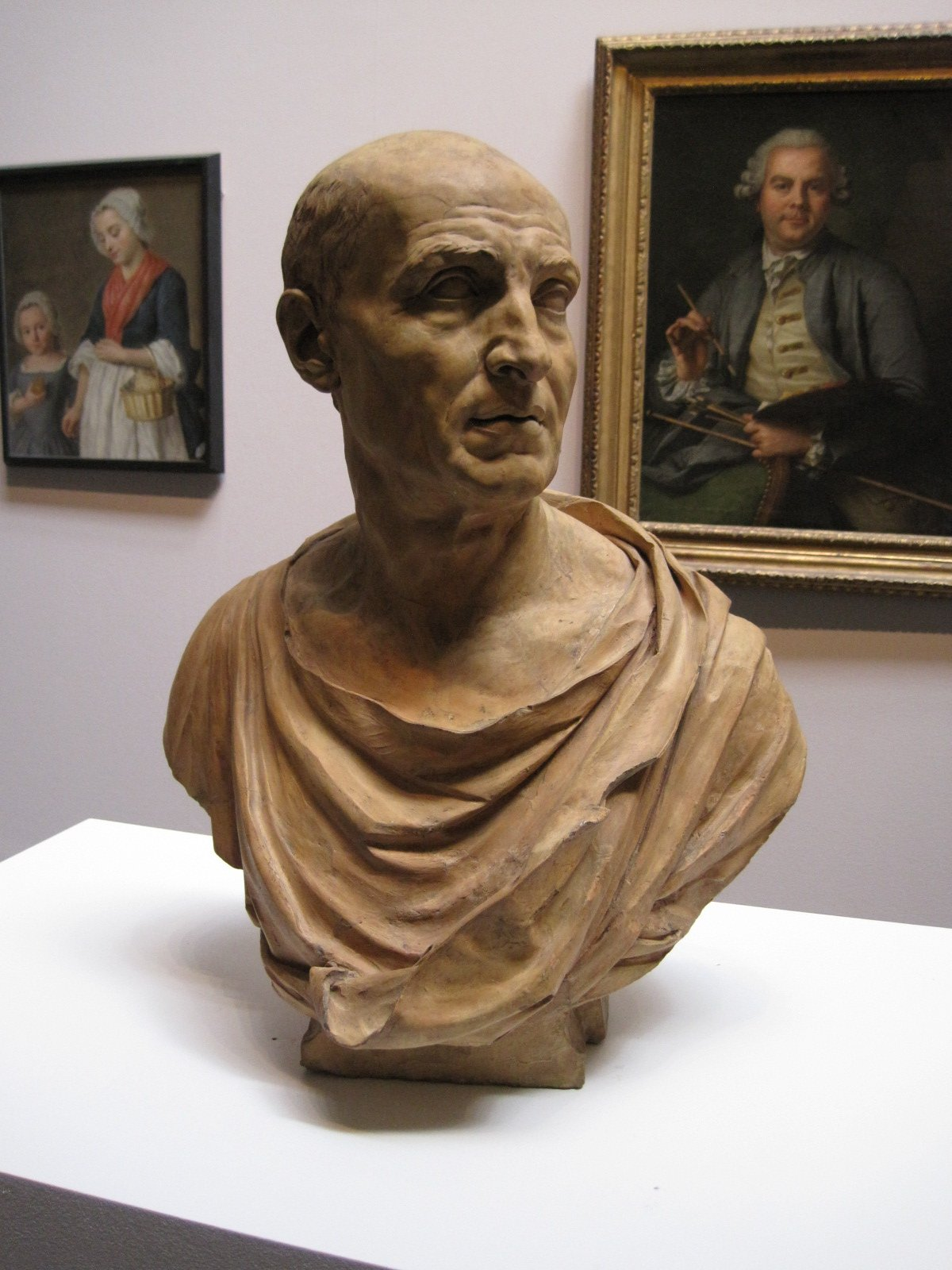
Bust de Ciceró (Musée des Beaux-Arts de Besançon).

Les 435 cartes que formen les Epistulae ad familiares estan agrupades, per analogia amb el recull d'epístoles enviades a Àtic (Epistulae ad Atticum), en 16 llibres:
Llibre INou cartes dirigides a Corneli Lèntul Espinter i una nota breu a un amic de Cilícia.
Llibre IISet cartes a Escriboni Curió el Jove enviades entre els anys 53 i 50 aC; nou a Celi Rufus entre el 51 i el 49 aC; una carta escrita al proqüestor a Síria; una a Minuci Terme; i una altra a Celi Caldus.
Llibre IIITretze cartes enviades a Api Claudi Pulcre.
Llibre IVSis cartes entre Ciceró i Sulpici Rufus, les dues primeres de l'any 49 aC, a l'inici de la guerra civil, i les altres quatre del 46 aC. Cinc cartes entre Claudi Marcel i Ciceró: quatre de l'orador i l'altra de Marcel, totes cinc de l'any 46 aC. Una carta de Sulpici informant de la mort de Marcel. Tres cartes enviades a Nigidi Fígul i Gneu Planci.
Llibre VIntercanvi de quatre cartes entre els germans Cecili Metel Cèler i Cecili Metel Nepot i Ciceró els anys 62, 57 i 56 aC. Cartes dirigides a Gai Antoni, Publi Sesti i Gneu Pompeu, totes tres de l'any 62 aC; i a Cras. Cinc cartes a Publi Vatini durant els anys 45 i 44 aC. Quatre entre Luci Lucceu i l'orador. Cartes a un tal Tici, Siti Nucerí i Tit Fadi, i tres a Mescini Rufus.
Llibre VIDivuit cartes dirigides a ex-pompeians entre els anys 46 i 45 aC, una nota a Luci Minuci Bàsil, dues cartes enviades i rebudes de Pompeu Bitínic i dues dirigides a Paconi Lepta.
Llibre VIIQuatre cartes a Marc Màrius, disset a Trebaci Testa, escrites els anys 54, 53 i 44 aC; quatre dirigides a Marc Fadi Gal, del 46-45 aC; una a Tit Fadi (tradicionalment atribuïda per error a Marc Fadi]), quatre cartes enviades a Mani Curi i dues a Volumni Eutràpel.
Llibre VIIIDisset cartes de Celi Rufus a Ciceró.
Llibre IXCartes escrites entre l'any 46 i el 44 aC: vuit dirigides a Varró; sis, a Corneli Dolabel·la, gendre de Ciceró; i dotze a Papiri Petus.
Llibre XComunicats amb les províncies d'Hispània i la Gàl·lia: vint-i-quatre cartes a Munaci Planc; dues a Gai Furni; intercanvi de quatre cartes amb Lèpid; tres amb Asini Pol·lió; una missiva a Gai Treboni; una nota a Appi Claudi; i el relat de Sulpici Galba de la batalla de Forum Gallorum.
Llibre XIIntercanvi de cartes amb Dècim Juni Brutus; carta de Dècim Juni Brutus a Marc Juni Brutus i Cassi; dues d'aquests amb Marc Antoni; correspondència de Ciceró amb Gai Maci i una carta a Gai Opi; totes de l'agost de l'any 44 aC.
Llibre XIICorrespondència amb Cassi Longí, Cassi Parmensis, Corneli Lèntul Espinter, Gai Treboni i Quint Cornifici.
Llibre XIIIRecull de cartes de recomanació.
Llibre XIVVint-i-quatre cartes dirigides a la seva dona Terència i la seva família.
Llibre XVCorrespondència oficial de Ciceró com a governador de Cilícia: dos informes al Senat i als magistrats; quatre cartes amb Cató; cinc amb Marcel; dos amb Emili Paule; i una amb Cassi Longí.
Llibre XVIVint-i-sis cartes a Tiró i a d'altres membres de la família; també, una carta de Quint a Marc.

## Temes

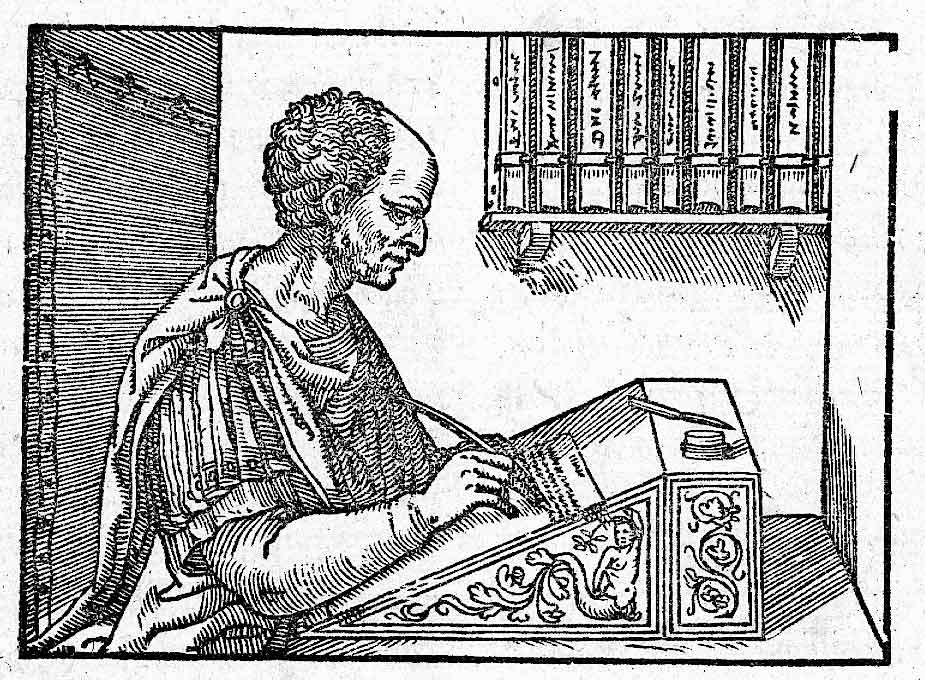
Ciceró escrivint les seves cartes, anònim (1547).

El recull comprèn tots els temes epistolaris de l'Antiguitat, excepte la carta eròtica: podem trobar-hi epístoles d'amistat (Fam. 106, 6), d'agraïment (Fam. 49, 326), de recomanació (Fam. ll. XIII), de consol (Fam. 187, 225), informatives (Fam. 48, 1), despatxos dirigits als magistrats o al Senat (Fam. 105, 84), de propaganda política (Fam. 20) o de reflexió literària (Fam. 22).

## Estil
L'estil de Ciceró canvia segons la seva relació amb el destinatari de la carta: amb el seu llibert Tiró té un caràcter més espontani i íntim; a la seva esposa Terència i a Claudi Pulcre, però, es dirigeix amb amabilitat, preocupació, indiferència, austeritat o hipocresia; les epístoles a Pompeu, Lèntul Espinter o Cató tenen un to estrictament formal; i les dirigides a personatges com Trebaci, Celi o Suplici són d'un caràcter més humorístic. Tot i això, «[…] és evident que les cartes de Ciceró tenen un marcat caràcter literari i que l'orador no abdicava dels seus recursos retòrics quan escrivia […] aquestes peces».
Des del punt de vista lingüístic, les Epistulae de Ciceró són els documents més importants a l'hora de conèixer el llatí col·loquial de les classes cultes, car ens permeten saber les fórmules i tòpics que empraven, l'ús del grec, etc.

## Llegat
Les cartes de Ciceró, i les Epistulae ad familiares en particular, van donar origen a una tradició epistolar a Roma que després seria el model per al futur, com es pot veure en el fet que altres epistolaris posteriors, com el de Plini, estiguin formats tant amb les cartes enviades per l'autor com les que en va rebre. De fet, la gran repercussió de l'epistolari va ser immediata i de seguida va ser emprat com a model. També és destacable la importància que va tenir l'estil de l'orador en les seves epístoles pel que fa a l'evolució posterior del gènere.

A més, com el mateix Corneli Nepot va dir, les Epistulae de Ciceró conformen un document únic car serveixen per a conèixer un dels períodes més importants de la història de Roma:
Qui les llegeixi no trobarà a faltar una història continuada d'aquella època. I es que s'hi descriu tot allò relacionat amb les ambicions dels principals, els errors dels generals, els canvis experimentats per la República amb tal detall, que res no queda sense descobrir i podria pensar-se amb raó que la seva clarividència és en certa manera una art endevinatòria: Ciceró no només va predir que succeiria tot allò que s'esdevingué durant la seva vida, sinó que també va profetitzar, com un endeví, allò que està succeint ara. (Nep., Att., 16, 3-4)

### Traduccions
S'han fet un gran nombre de traduccions de les epístoles de Ciceró en terres catalanes, sobretot durant el segle xviii; tanmateix, totes han estat traduccions al castellà.

## Transmissió textual
Sabem per les cites d'autors antics i els manuscrits conservats que la recopilació d'epístoles no va ser feta en quatre reculls, com ens ha arribat avui dia, sinó que cada llibre tindria el seu propi títol; per tant, segurament va ser cap a l'edat mitjana quan les cartes van ser agrupades de la forma que coneixem actualment.
El primer testimoni que hi ha de les Epistulae de Ciceró és de Sèneca, tot i que no se sap si en tenia un coneixement directe, però en època flàvia n'augmenta el nombre i s'evidencia el coneixement de les epístoles, com és el cas de Quintilià, el primer que les cita com a «familiares». Pel que fa a l'Antiguitat tardana, hi ha referències al recull en els textos d'autors com Noni Marcel i Sant Jeroni. Tanmateix, durant l'edat mitjana l'epistolari cau en l'oblit fins al Renaixement. Per acabar, cal destacar dos manuscrits: el Mediceus 49.9 (M) i 49.7 (P), l'únic que ha conservat la col·lecció sencera, i de què deriven la major part dels còdexs del segle XV que posteriorment es farien servir per a les edicions impreses, respectivament; i el De conscribendis epistolis (1522), d'Erasme de Rotterdam, per la seva gran repercussió.
També cal destacar que les Epistulae ad familiares van ser un dels primers llibres portats a impremta: la seva editio princeps està datada l'any 1467.